# 岡山県道182号鶴海港線
岡山県道182号鶴海港線（おかやまけんどう182ごう つるみこうせん）は、岡山県備前市を通る一般県道である。

## 概要
備前市鶴海の鶴海港と岡山県道39号備前牛窓線を結ぶ。

### 路線データ
- 起点：備前市鶴海（鶴海港、岡山県道418号鶴海港坂田線起点）
- 終点：備前市鶴海（岡山県道39号備前牛窓線交点）
- 総延長：0.9 km

## 地理

### 通過する自治体
- 備前市

### 交差する道路
| 交差する道路              | 交差する場所 | 交差する場所 |
| ------------------------- | ------------ | ------------ |
| 岡山県道418号鶴海港坂田線 | 鶴海         | 起点         |
| 岡山県道39号備前牛窓線    | 鶴海         | 終点         |

### 沿線
- 鶴海港